# Glaphyrus superbus
Glaphyrus superbus es una especie de coleóptero de la familia Glaphyridae.

## Distribución geográfica
Habita en Irán.